# Međunarodna zračna luka Augusto C. Sandino
Međunarodna zračna luka Augusto C. Sandino (IATA: MGA, ICAO: MNMG; špa. Aeropuerto Internacional Augusto C. Sandino), je zračna luka u Nikaragvi koja opslužuje Managuau. 

## Povijest
22. siječnja 1942. Vlada Nikaragve i Pan American Airways su potpisali ugovor o izgradnji nove zračne luke. Zračna luka Las Mercedes je dodatno poboljšana i redizajnirana, i ponovno otvorena 4. srpnja 1968. Kad su Sandinisti preuzeli vlast, zračna luka je dobila ime "Augusto César Sandino", po nikaragvanskom revolucionarnom i gerilskom vođi, po kojem je sandinistički pokret dobio ime. 
Sandinisti ipak nisu održavali zračnu luku koja je počela propadati. Ipak je proširena i preuređena 1996. godine. Zračna luka je preimenovan u "Međunarodna zračna luka Managua" 2001. Godine 2007. Daniel Ortega je opet vratio staro ime zračnoj luci. Nikaragvanska umjetnik Roger Pérez de la Rocha je naopravio mnoge dva velika portreta na kojima su Augusto César Sandino i Rubén Darío, koji stoje u predvorju zračne luke.
Prema EAAI (Empresa Administradora de Aeropuertos Internacionales) ACS je najmodernija zračna luka u Srednjoj Americi, a četvrti najsigurniji na svijetu.

## Vanjske poveznice
- Službena stranica